# Tiefenthal (Leutershausen)
Tiefenthal (fränkisch: Diefa-dohl) ist ein Gemeindeteil der Stadt Leutershausen im Landkreis Ansbach (Mittelfranken, Bayern). Tiefenthal liegt in der Gemarkung Neunkirchen bei Leutershausen.

## Geografie
Unmittelbar südlich des Dorfes entspringt der Krämleinsbach, ein linker Zufluss der Altmühl. 1 km nordwestlich liegt das Zobelholz, 1 km südöstlich erhebt sich der Rote Berg. Eine Gemeindeverbindungsstraße führt nach Neunkirchen (1 km südwestlich). Eine weitere Gemeindeverbindungsstraße führt nach Lengenfeld zur Staatsstraße 2246 (2 km südlich) bzw. zu einer Gemeindeverbindungsstraße (0,5 km westlich), die nach Hinterholz (1,1 km nördlich) bzw. ebenfalls nach Neunkirchen verläuft (1,1 km südlich).

## Ortsnamendeutung
Der Ortsname leitet sich von einem gleichlautenden Flurnamen ab, der vermutlich die Talsenke des Krämleinsbaches bezeichnete.

## Geschichte
Als Lehen des Hochstifts Würzburg hatte Ende des 13. Jahrhunderts Wolfram von Geißendorf als Ministeriale der Truhedinger Besitz in Tiefenthal. Im Jahr 1303 wurde der Ort in den Würzburger Lehenbüchern als „Tieffental“ erstmals urkundlich erwähnt. Anfang des 14. Jahrhunderts hatten die Herren von Heideck als Erben der Herren von Dornberg ganz Tiefenthal in ihrem Besitz. Im Ansbacher 16-Punkte-Bericht von 1684 waren für Tiefenthal 18 Mannschaften verzeichnet. Grundherren waren das Kastenamt Ansbach (2 Güter, 4 Häuslein), das Stiftsamt Ansbach (3 Anwesen) und das Rittergut Rügland der Herren von Crailsheim (9 Anwesen). Die Gemeinde verfügte über ein Hirtenhaus. Alle Rechte lagen beim Ober- und Kastenamt Ansbach. Diese Verhältnisse werden durch die Vetterschen Oberamtsbeschreibungen von 1732 bestätigt. Der Ort war zehntfrei. Gegen Ende des Alten Reiches bestand das Dorf aus 19 Anwesen, von denen neun den beiden Ansbacher Ämtern (zwei Köblergüter und vier Leerhäuser dem Kastenamt, drei Köblergüter dem Stiftsamt) und neun den Crailsheimern untertan waren (1 Hof, 1 Halbhof, 6 Güter, 1 Gütlein, 1 Leerhaus). Die Gemeinde verfügte über das Hirtenhaus und das Brechhaus. Von 1797 bis 1808 unterstand der Ort dem Justiz- und Kammeramt Ansbach.
Im Rahmen des Gemeindeedikts wurde Tiefenthal dem 1808 gebildeten Steuerdistrikt Neunkirchen zugeordnet. Es gehörte auch der 1811 gegründeten Ruralgemeinde Neunkirchen an. Die Bewohner unterstanden dem Landgericht Ansbach. Von 1820 bis 1848 hatten allerdings die Herren von Crailsheim für ihre Grundholden – in Tiefenthal waren dies zunächst zehn, 1848 zwölf Güter – eine Patrimonialgerichtsbarkeit I. Klasse mit Sitz in Rügland inne.
Am 1. Januar 1972 wurde Tiefenthal im Zuge der Gebietsreform in Bayern in die Stadt Leutershausen eingemeindet. Der letzte Bürgermeister der Gemeinde Neunkirchen war ab 1968 Fritz Aumann aus Tiefenthal.

## Einwohnerentwicklung
| Jahr      | 001818 | 001840 | 001861 | 001871 | 001885 | 001900 | 001925 | 001950 | 001961 | 001970 | 001987 |
| Einwohner | 70     | 105    | 96     | 111    | 99     | 93     | 102    | 152    | 101    | 96     | 81     |
| Häuser    | 20     | 23     |        |        | 22     | 23     | 21     | 23     | 23     |        | 22     |
| Quelle    | [ 20 ] | [ 21 ] | [ 22 ] | [ 23 ] | [ 24 ] | [ 25 ] | [ 26 ] | [ 27 ] | [ 28 ] | [ 29 ] | [ 1 ]  |

## Religion
Der Ort ist seit der Reformation evangelisch-lutherisch geprägt und bis heute nach St. Georg (Neunkirchen bei Leutershausen) gepfarrt. Die Einwohner römisch-katholischer Konfession sind nach Kreuzerhöhung (Schillingsfürst) gepfarrt.